# So Shall Ye Reap (film 1916)
So Shall Ye Reap è un cortometraggio muto del 1916 diretto da Burton L. King. Sceneggiato da Leo D. Maloney e Leo Pierson (due attori della Selig Polyscope Company), il film aveva come interpreti Ed Brady, Lillian Hamilton, Robyn Adair, Virginia Kirtley, Eugenie Forde.

## Produzione
Il film fu prodotto dalla Selig Polyscope Company con il titolo di lavorazione As Ye Sow.

## Distribuzione
Distribuito dalla General Film Company, il film - un cortometraggio in tre bobine - uscì nelle sale cinematografiche statunitensi il 16 novembre 1916.